# Championnat d'Angola de football 2021-2022
Navigation
2020-2021 2022-2023
La saison 2021-2022 du Championnat d'Angola de football est la quarante-quatrième édition de la première division de football en Angola. Les seize meilleures équipes du pays sont regroupées au sein d'une poule unique où elles s'affrontent deux fois, à domicile et à l'extérieur. En fin de saison, les trois derniers du classement sont relégués et remplacés par les trois meilleures équipes du Gira Angola, la deuxième division angolaise.
Le Petro Luanda termine à la première place et remporte son seizième titre de champion.

## Clubs participants
- Primeiro de Agosto
- Wiliete Sport Clube
- Inter Luanda
- Petro Luanda
- Recreativo Caála
- Desportivo Huíla
- Académica Lobito
- Bravos de Maquis
- Progresso Sambizanga
- Sagrada Esperança
- Recreativo Libolo
- Sporting Cabinda
- Cuando Cubango FC
- Clube Desportivo da Lunda Sul - promu de D2
- Kabuscorp Palanca - promu de D2
- Sporting de Benguela - promu de D2

## Compétition
Le barème de points servant à établir les classements se décompose ainsi :
- Victoire : 3 points
- Match nul : 1 point
- Défaite : 0 point

| Rang | Équipe                    | Pts  | J  | G  | N  | P  | Bp | Bc | Diff |
| ---- | ------------------------- | ---- | -- | -- | -- | -- | -- | -- | ---- |
| 1    | Petro Luanda C            | 75   | 30 | 23 | 6  | 1  | 74 | 17 | +57  |
| 2    | Primeiro de Agosto        | 61   | 30 | 18 | 7  | 5  | 55 | 21 | +34  |
| 3    | Sagrada Esperança T       | 60   | 30 | 18 | 6  | 6  | 49 | 22 | +27  |
| 4    | Inter Luanda              | 50   | 30 | 17 | 8  | 8  | 41 | 28 | +13  |
| 5    | Bravos de Maquis          | 46   | 30 | 12 | 10 | 8  | 34 | 31 | +3   |
| 6    | Desportivo Huíla          | 45   | 30 | 12 | 9  | 9  | 40 | 34 | +6   |
| 7    | Clube Recreativo da Caála | 42   | 30 | 11 | 9  | 10 | 30 | 19 | +11  |
| 8    | Academica Lobito          | 40   | 30 | 10 | 10 | 10 | 38 | 31 | +7   |
| 9    | Recreativo Libolo         | 37   | 30 | 9  | 10 | 11 | 28 | 31 | -3   |
| 10   | Cuando Cubango FC         | 36   | 30 | 9  | 9  | 12 | 22 | 33 | -11  |
| 11   | Wiliete Sport Clube       | 34   | 30 | 7  | 13 | 10 | 38 | 40 | -2   |
| 12   | Sporting Cabinda          | 33   | 30 | 8  | 9  | 13 | 20 | 37 | -17  |
| 13   | CD Lunda Sul P            | 32   | 30 | 6  | 14 | 10 | 24 | 30 | -6   |
| 14   | Kabuscorp Palanca P       | 20-9 | 30 | 6  | 11 | 13 | 31 | 40 | -9   |
| 15   | Progresso Sambizanga      | 19   | 30 | 4  | 7  | 19 | 22 | 61 | -39  |
| 16   | Sporting de Benguela P    | 9    | 30 | 1  | 6  | 23 | 15 | 86 | -71  |

|  | Qualification pour la Ligue des champions de la CAF 2022-2023                |
|  | Qualification pour la Coupe de la confédération 2022-2023                    |
|  | Relégation en deuxième division                                              |
|  | T : Tenant du titre C : Vainqueur de la Taça Angola P : Promu de Gira Angola |

- Kabuscorp Palanca a trois pénalités de trois points, chaque fois pour défaut de paiement d'anciens joueurs.